# Rio Bananal Futebol Clube
O Rio Bananal Futebol Clube é um clube de futebol brasileiro da cidade de Rio Bananal, no estado do Espírito Santo. Atualmente encontra-se licenciado. Suas cores são azul, amarelo e branco e manda seus jogos no Estádio Virgílio Grassi.

## História
O clube foi fundado em 17 de janeiro de 2007 após a união de duas equipes tradicionais do município, Grêmio Esporte Clube e do Esporte Clube Santo Antônio. O clube ribanense despontava para o cenário do futebol capixaba para a disputa da Segunda Divisão do Estadual. Seu principal objetivo era conseguir o acesso à Primeira Divisão, feito que aconteceu logo em seu primeiro ano de existência. A equipe contou com a ajuda do zagueiro Odvan (ex-Seleção Brasileira e Vasco da Gama) na campanha que garantiu o acesso para o grupo de elite do estado.
No primeiro ano na primeira divisão em 2008, chegou mais uma vez ao vice-campeonato, perdendo para o Serra no Estádio Engenheiro Araripe. Em 2010 ficou em terceiro lugar.[carece de fontes?] No Campeonato Capixaba de 2011, o Rio Bananal desistiu de disputar o campeonato por motivos financeiros e depois disso não disputou mais competições oficiais.

## Campanhas de destaque
- Vice-campeão Capixaba: 2008
- Vice-campeão Capixaba - Série B: 2007
- 3º Colocado Capixaba - Série B: 2010